# Nina Weratschnig
Nina Weratschnig (18 de abril de 1998) es una deportista austríaca que compite en piragüismo en la modalidad de eslalon.
Ganó dos medallas de bronce en el Campeonato Europeo de Piragüismo en Eslalon, en los años 2019 y 2020, ambas en la prueba de K1 por equipos.

## Palmarés internacional
| Campeonato Europeo | Campeonato Europeo      | Campeonato Europeo | Campeonato Europeo |
| Año                | Lugar                   | Medalla            | Competición        |
| ------------------ | ----------------------- | ------------------ | ------------------ |
| 2019               | Pau (Francia)           | Medalla de bronce  | K1 por equipos     |
| 2020               | Praga (República Checa) | Medalla de bronce  | K1 por equipos     |